# ریکاردو پینتو
ریکاردو پینتو (به پرتغالی: Ricardo Pinto) دروازه‌بان اهل برزیل است که در شهر Iconha, Espírito Santo و در تاریخ ۲۳ ژانویهٔ ۱۹۶۵ به دنیا آمده‌است.
ریکاردو پینتو در تیم‌های فوتبال Fluminense سابقهٔ حضور دارد.